# Maldita
Maldita är en filippinsk musikgrupp. 

## Karriär
Bandet bildades i Zamboanga City år 2009 med Demz Espinosa på sång och Whey Guevara på gitarr. De blev kända för sin hitlåt "Porque" som i augusti 2012 hade fler än 9 miljoner lyssningar på Youtube. Låten sjöngs först på chavacano men en version på tagalog spelades senare in. Bandet består idag av ytterligare fyra medlemmar. Den 15 juni 2011 släpptes deras självbetitlade debutalbum Maldita.

## Diskografi

### Album
- 2011 - Maldita